# Bellevalia mauritanica
Espèce
Bellevalia mauritanica est une espèce de plantes à fleurs de la famille des Asparagaceae endémique de la Tunisie.